# 비례준비제도
비례준비제도(比例準備制度)란 은행권 발행고의 일정 비율에 상당하는 금준비를 중앙은행에 보유시키는 제도를 말한다. 이 제도 하에서는 금준비가 감소한 경우에 그 몇 배의 은행권 발행고를 축소하지 않으면 안 되므로 여기에 문제가 있다. 그러나 현실적으로는 법정 비율 이상으로 금 준비를 보유하고 있다고 생각되므로 사소한 금의 유통으로서는 그만큼 큰 영향을 받지 않는다는 견해가 유력하다. 그리고 은행권 발행고에 대한 금 준비의 비율은 보통의 경우 3분의 1부터 4분의 1 사이에 정해져 있는 경우가 많다. 비례준비제도는 미국을 비롯하여 현재 많은 나라에서 채용되고 있다.